# GWA Tennis Classic
Il GWA Tennis Classic è stato un torneo di tennis maschile giocato a Brisbane, Australia dal 1983 al 1985. L'evento era parte del Grand Prix.
L'australiano Pat Cash è stato l'unico a vincere sia il singolare che nel doppio nello stesso anno.

## Albo d'oro

### Singolare
| Anno | Campione        | Finalista          | Punteggio     |
| ---- | --------------- | ------------------ | ------------- |
| 1983 | Pat Cash        | Paul McNamee       | 4–6, 6–4, 6–3 |
| 1984 | Eliot Teltscher | Francisco González | 3–6, 6–4, 6–4 |
| 1985 | Paul Annacone   | Kelly Evernden     | 6–3, 6–3      |

### Doppio
| Anno | Campioni                         | Finalisti                  | Punteggio     |
| ---- | -------------------------------- | -------------------------- | ------------- |
| 1983 | Pat Cash Paul McNamee            | Mark Edmondson Kim Warwick | 7–6, 7–6      |
| 1984 | Francisco González Matt Mitchell | Broderick Dyke Wally Masur | 6–7, 6–2, 7–5 |
| 1985 | Marty Davis Brad Drewett         | Bud Schultz Ben Testerman  | 6–2, 6–2      |